# Alex Wilhelm
Alex Wilhelm ist ein deutscher Musikmanager. Er ist Miteigentümer und Mitgründer einer Musikfirma, ansässig in Los Angeles.

## Leben
Sein Abitur bestand Alex Wilhelm 2005 am Peter-Joerres-Gymnasium in Bad Neuenahr-Ahrweiler.
2008 gründete Wilhelm die A&R-Firma Crazed Hits aus Deutschland, wodurch er unter anderen die Künstler Drake, The Weeknd, LMFAO, Kesha, Nicki Minaj, Hunter Hayes, Neon Trees, Owl City, Brantley Gilbert, Imagine Dragons, Kimbra, Mike Posner, Jessie J, Odd Future und Kid Cudi entdeckt hat. Wilhelm war auch verantwortlich für die Entdeckung des Beyoncé-Hits If I Were a Boy und wurde 2012 von der Fachzeitschrift Musikmarkt als „A&R Wunderkind“ beschrieben.
Von 2012 bis 2014 war er Direktor der A&R-Abteilung von Warner Bros. Records und arbeitete dort mit Künstlern wie Passenger, Jason Derulo, Bebe Rexha und Passenger. Von 2014 bis 2017 war er Senior Direktor der A&R-Abteilung von Capitol Records und nahm dort Calum Scott und Silento unter Vertrag. Von 2017 bis 2021 war Wilhelm Vize-Präsident der A&R-Abteilung von Atlantic Records/APG. Während dieser Zeit war er außerdem leitender Berater für Warner Music Group und ihre A&R Plattform Sodatone, die Künstler findet durch Künstliche Intelligenz und maschinelles Lernen.
Im Frühling 2021 verließ Wilhelm seine Position bei Atlantic Records/APG und gründete zusammen mit Steve Moir, Manager von The Rolling Stones und John Mayer eine Musikfirma.
Er war Vorstand beim Komitee von den Grammy Awards und wurde 2021 von der Fachzeitschrift Billboard als einer der 40 erfolgreichsten Musikmanager unter 40 ausgezeichnet.